# 인연만들기
《인연만들기》는 2009년 10월 10일부터 2010년 1월 24일까지 방영된 MBC 주말 드라마이다. 현고운의 소설인 《인연 찾기》와 《운명 사랑하기》를 한 작품으로 각색하였으며, 결혼에는 전혀 관심 없는 남자와 외국인 애인과 결혼하기 위해 한국에 온 여자가 정혼으로 엮이며 벌어지는 이야기를 다뤘다.

## 등장인물

### 주요 인물
- 유진 : 한상은 역

10세 때 호주로 이민, 엄마 없이 외롭고 슬퍼하는 할아버지와 아버지를 바라보며 속 안 썩이고 현명하게 대처할 줄 아는 장녀이다. 아버지의 철저한 한국식 교육과 서양교육을 적절하게 수용해서 어른들의 소원대로 미국에서 변호사 공부를 마친 재원이다. 미국에서 홈스테이했던 남자친구 알렉스를 집으로 데려갔다가 집안의 반대로 한국인 사위를 고집하시는 아버지때문에 결국 1년간 한국에서 지내는 걸로 타협을 하고 어린 시절의 정혼자 여준과의 인연이 시작된다.
- 기태영 : 김여준 역

철저한 가부장적인 집안의 장남으로 합리적이고 추진력있는 완벽주의자로 지는 게임은 절대로 안하는 정형외과 의사이다. 가족을 많이 생각하고 있으나 워낙에 귀하게 자란 탓에 자기 중심적인 성격도 나타난다. 그러던 중 얼굴도 모르는 여자랑 당장 결혼을 하라는 부모님의 황당한 명령으로 상은과 부모 몰래 계약연애를 시작하게 된다.
- 변우민 : 강해성 역 - 윤희의 첫사랑, 성현 그룹의 아들
- 김정난 : 김윤희 역 - 여준의 누나

### 상은이네 가족
- 임현식 : 윤석주 역 - 상은의 외할아버지
- 강남길 : 한경태 역 - 상은의 아버지
- 강별 : 한효은 역 - 상은의 여동생

### 여준이네 가족
- 반효정 : 정옥란 역 - 여준의 할머니
- 최상훈 : 김택수 역 - 여준의 아버지
- 양희경 : 박금자 역 - 여준의 어머니
- 이정훈 : 박복만 역 - 여준의 외삼촌
- 황은혜 : 김진주 역 - 윤희과 해성의 딸

### 규한이네 가족
- 이희도 : 심대환 역 - 혜림의 아버지, 진희의 남편
- 금보라 : 신진희 역 - 규한의 어머니, 대환의 아내
- 정석원 : 정규한 역 - 여준의 친구
- 이성민 : 심혜림 역

### 그 외 인물
- 류상욱 : 강세원 역 - 상은의 소꿉친구, 해성의 동생
- 심양홍 : 강해성과 강세원의 아버지 역 - 성현 그룹의 회장
- 백종민 : 민철호 역 - 여준의 병원 후배
- 박순천 : 수정 역 - 상은의 생모
- 올리비에 : 알렉스 역 - 상은의 남자친구

## 동시간대 드라마
- 솔약국집 아들들 (KBS 2TV)
- 수상한 삼형제 (KBS 2TV)
- 천만번 사랑해 (SBS)